# Stéphane Bern
Stéphane Bern OBE (Lió, 14 de novembre de 1963) és un escriptor, actor, locutor de ràdio i presentador de televisió franc-luxemburguès, especialitzat en els afers de les famílies reials europees. De pare luxemburguès i mare jueva polonesa, va començar formant-se a l'Escola Superior de Comerç de Lió per després dedicar-se a la recepció al Castell de Versalles. Tanmateix, la seva carrera com a periodista va arribar de la mà de la revista Dynastie, el 1987, a partir del qual va poder treballar posteriorment a France Inter, entre altres ràdios i televisions. Presentador de Comment ça va bien!.
Es va graduar de l'EMLYON Business School.

## Obres
- Grace Kelly (2007), coeditat amb Albin Michel, ed. Nostalgie, ISBN 978-2-226-15220-6
- Oubliez-moi (2009), ed. Flammarion, ISBN 978-2-081-20850-6
- Une vie de chien. Les animaux chéris des grands de ce monde (2009), ed. Albin Michel, ISBN 978-2-226-19295-0
- 'Au coeur de l'Écosse (2009), juntament amb Franck Ferrand, William de Laubier, i Angelika Cawdor, ed. Flammarion, ISBN 978-2-08-122670-8
- Le livre fou… du roi (2010), ed. Flammarion, ISBN 978-2-081-23343-0
- Secrets d'histoire (2010), ed. Albin Michel, ISBN 978-2-226-25922-6
- Dictionnaire amoureux des royautés (2010), ed. Plon, ISBN 978-2-259-20609-9

## Filmografia
- Laisse tes mains sur mes hanches, de Chantal Lauby (2003)
- Les aristos, de Charlotte de Turckheim (2006)
- Connasse, Princesse des cœurs, d'Eloïse Lang i Noémie Saglio (2015)

## Guardons
- Oficial de l'Ordre de les Arts i les Lletres el gener de 2010.[3]
- Cavaller de l'Orde de Grimaldi el novembre de 2011.[4]
- Comandant amb corona de l'Orde d'Adolf de Nassau el gener de 2013.
- Oficial de l'Orde de Leopold el març de 2013.[5]
- Oficial de l'Excel·lentíssima Orde de l'Imperi Britànic (OBE) el juny de 2014.[6]